# Alice Parizeau
Alice Parizeau (urodzona jako Alicja Poznańska) (ur. 25 lipca 1930, zm. 30 września 1990) – kanadyjska pisarka, eseistka, dziennikarka i kryminolog z Quebecu pochodzenia polskiego.

## Młodość
Urodziła się w Polsce, w Łunińcu. Jako młoda dziewczyna była związana z Armią Krajową podczas powstania warszawskiego, co doprowadziło do jej umieszczenia w obozie Bergen-Belsen jako jeńca wojennego. Po wojnie została odznaczona. Choć w Quebecu była katoliczką, miała przynajmniej częściowe pochodzenie żydowskie. Jej matką była Rebeka Kestenberg, a ojcem Stanisław Poznański, syn Karola Poznańskiego, zamożny fabrykant, zginął w obozie koncentracyjnym.
Po wojnie pojechała do Paryża studiować na Sorbonie i ukończyła tam literaturę, prawo i politologię. W 1955 roku odwiedziła osobę poznaną na studiach w Quebecu, tam przytrafił się jej krótki kontrakt i została w Kanadzie już na zawsze. W rok później wyszła za ekonomistę i polityka Jacques'a Parizeau.

## Quebec
Weszła w intelektualne środowisko Montrealu, opowiadała się za suwerennością prowincji. Najbardziej znana była jako powieściopisarka i dziennikarka – pisała do Cité libre, La Presse, Châtelaine, Le Devoir, La Patrie i Maclean's – jednak sprawdzała się też w innych rolach. Była urzędniczką miejską w Montrealu, researcherką Société Radio-Canada, a co najważniejsze badaczką w dziedzinie kryminologii, wykładowcą i sekretarzem generalnym Centre international de criminologie comparée na Uniwersytecie Montrealu, gdzie przez wiele lat była de facto zastępcą dyrektora Denisa Szabo, twórcy współczesnej kryminologii Quebecu.
Jako pisarka Parizeau znana była z wielkiego daru opowiadania i wrażliwości w traktowaniu tematów dotyczących zarówno mieszkańców Quebecu, których portretowała w sposób romantyczny zgodnie z ideałami ruchu na rzecz suwerenności, jak i życia w Polsce oraz emigracji. Zdobyła w 1982 roku Prix européen de l'Association des écrivains de langue française za powieść Les lilas fleurissent à Varsovie (w tłumaczeniu angielskim The Lilacs are Blooming in Warsaw). W 1987 roku została Oficerem Orderu Kanady. Wielu członków ruchu na rzecz suwerenności prowincji, w tym prasa, krytykowało ją za przyjęcie nagrody od kanadyjskiego rządu.

## Śmierć
W 1990 roku Parizeau zmarła na raka w Outremont w Quebecu, pozostawiając męża Jacques'a i dwójkę dzieci - prawniczkę Isabelle i lekarza Bernarda. Nazwano na jej cześć  szkołę podstawową w Montrealu
 oraz bibliotekę w Saint-Esprit.